# Конституция КНДР
Социалистическая Конституция КНДР (кор. 조선민주주의인민공화국 사회주의헌법), Кимирсенско-кимченирская конституция (김일성—김정일헌법, до 2012 года Кимирсенская конституция, 김일성헌법) — основной закон Корейской Народно-Демократической Республики.

## История
Проект конституции будущей Корейской Народно-демократической республики обсуждался в Москве с участием И. В. Сталина, В. М. Молотова и будущего первого посла СССР в КНДР Т. Ф. Штыкова.
Первая конституция была принята в КНДР 8 сентября 1948 года. В ней, в частности, столицей КНДР провозглашался Сеул (фактически неподконтрольный КНДР), были установлены основы государственного устройства. В 1954 и 1955 годах в Конституцию были внесены изменения.
Ныне действующая Социалистическая Конституция была принята на I сессии Верховного народного собрания КНДР V созыва 27 декабря 1972 года. Изменения в Конституцию вносились 9 апреля 1992 года, 5 сентября 1998 года, 27 сентября 2009 года, 9 апреля 2010 года, 13 апреля 2012 года, 29 июня 2016 года, 11 апреля и 29 августа 2019 года. Последние поправки в Конституцию вносились 28 апреля 2023 года.

## Право КНДР
В 156-й статье Социалистической Конституции КНДР приводится перечень источников права. В частности, к ним отнесены:
1. Конституция;
2. Приказы Председателя Государственного Совета;
3. Законы и постановления Верховного Народного Собрания;
4. Указы, постановления и распоряжения Государственного Совета;
5. Указы, постановления и распоряжения Президиума Верховного Народного Собрания;
6. Постановления и распоряжения Кабинета Министров.

## Поправки

### Изменения 1992 года
Впервые поправки в конституцию КНДР были внесены на III сессии ВНС КНДР IX созыва 9 апреля 1992 года на фоне падения стран социалистического лагеря и распада СССР.
Поправками Комитет Обороны КНДР был преобразован в самостоятельный орган власти. Президент КНДР перестал быть верховным главнокомандующим вооружёнными силами и перестал возглавлять Государственный Комитет Обороны — должность Председателя Государственного Комитета Обороны стала самостоятельной. На эту должность был избран Ким Чен Ир.
Были исключены все упоминания про марксизм-ленинизм; идеи чучхе были возведены в ранг государственной идеологии (ст. 3). Трудовой партии Кореи отводилась руководящая роль в стране (ст. 11). Также были убраны положения о международном сотрудничестве с социалистическими странами. Независимость и курс на поддержание мира провозглашались в качестве основ внешней политики КНДР (ст. 59).
Поправками, кроме всего прочего, были введены положения о развитии науки и техники. Было заявлено о поощрении государством деятельности кооперативов и совместных предприятий с юридическими и частными лицами иностранных государств (ст. 37).
Изменения затронули и государственную символику — гимном КНДР стала «Патриотическая песня» (ст. 170), священная гора Пэкту впервые упомянута в качестве элемента герба.

### Изменения 1998 года
Поправки в конституцию были внесены на I сессии ВНС КНДР X созыва 5 сентября 1998 года. Необходимость масштабных преобразований в политической системе КНДР, а равно и внесения поправок в конституцию была обусловлена смертью Ким Ир Сена в 1994 году.
Была добавлена преамбула, которая провозглашала Ким Ир Сена Вечным президентом КНДР и присвоила конституции наименование «кимирсеновской». Должность президента была упразднена, а Центральный Народный Комитет и Постоянный Совет Верховного Народного Собрания — реорганизованы в Кабинет Министров и Президиум ВНС соответственно. Полномочия президента со статусом главы государства перешли к Председателю Президиума ВНС.
Поправками были расширены полномочия Государственного Комитета Обороны, в частности, в них был включён общий контроль над организацией национальной обороны КНДР.
Поправки также попытались разрешить экономические трудности КНДР путём введения положений о сокращении числа объектов, которые могут находиться в государственной собственности, об усилении роли хозрасчёта в экономике и создании особых экономических зон.

### Изменения 2009 года
В конституцию были внесены поправки на I сессии ВНС КНДР XII созыва 9 апреля 2009 года.
В числе прочих изменений, из неё было исключено упоминание коммунизма (ст. 29).
Также впервые в конституции были отражены полномочия Ким Чен Ира как главы государства: в статью 100 было внесено положение о том, что «председатель Государственного комитета обороны является высшим руководителем Корейской Народно-Демократической Республики».
Корейская Народная армия стала обязанной защищать «руководство революции» (ст. 59).

### Изменения 2010 года
Поправки в конституцию были внесены на II сессии ВНС КНДР XII созыва 9 апреля 2010 года.
Центральный суд был переименован в Верховный суд, а Центральная прокуратура — в Верховную прокуратуру.

### Изменения 2012 года
Поправки в конституцию были внесены на V сессии ВНС КНДР XII созыва 13 апреля 2012 года. Необходимость внесения изменений в конституцию была обусловлена смертью Ким Чен Ира в 2011 году.
В преамбуле появилось упоминание покойного Ким Чен Ира; заявлено, что он отстоял и укрепил наследие Ким Ир Сена, северокорейское государство в целом, и благодаря политике сонгун превратил КНДР в страну-обладательницу ядерного оружия, нарастил её военную мощь.
В преамбулу было включено упоминание Кымсусанского дворца Солнца, где покоятся тела Ким Ир Сена и Ким Чен Ира — он преподнесён как национальный символ Кореи и «вечная святыня».
Обозначенные в конституции сроки всеобщего обязательного обучения (ст. 45) были увеличены с 11 до 12 лет.
По причине того, что за Ким Чен Иром была закреплена почётная должность вечного председателя Государственного комитета обороны, наименование поста председателя Государственного комитета обороны было изменено на первого председателя ГКО.

### Изменения 2016 года
Поправки в конституцию были внесены на IV сессии ВНС КНДР XIII созыва 30 июня 2016 года.
Государственный комитет обороны был преобразован в Государственный совет, ставший «высшим руководящим органом государственной власти в области политики», соответственно, председатель Государственного комитета обороны стал председателем Государственного совета.
Верховный суд сменил своё название на Центральный суд, а Верховная прокуратура — на Центральную прокуратуру.

### Изменения 2019 года
Поправки в конституцию вносились на пленарных заседаниях I сессии ВНС КНДР XIV созыва 11 апреля 2019 г. и  II сессии ВНС КНДР XIV созыва 29 августа 2019 г.
Была подчёркнута роль председателя Госсовета как главы государства, при этом он был лишён права избираться депутатом Верховного Народного Собрания (ст. 101). Введена должность первого заместителя председателя Госсовета (ст. 108). Председатель Государственного совета также был наделён полномочиями назначать и отзывать дипломатов, аккредитованных в иностранных государствах (ст. 114).
Государственный совет получил право по представлению премьера Кабинета Министров назначать и освобождать от должности членов Кабинета Министров в период между сессиями Верховного Народного Собрания (ст. 110).
Председатель Президиума Верховного Народного Собрания был лишён права иметь несколько «почётных заместителей» — депутатов ВНС, на протяжении многих лет занимавших эту должность и внёсших «выдающийся вклад в дело государственного строительства».
Кимирсенизм-кимчениризм заменил чучхе и сонгун в качестве идеи, которой КНДР в полной мере руководствуется в своей деятельности (ст. 3).
Исключено упоминание Метода Чхонсанри в пользу «революционных методов работы» (ст. 13).
Убрано упоминание Тэанской системы работы; хозяйственный расчёт был заменён «социалистической системой ответственности за управление предпринимательством» (ст. 33). Также заявлено о повышении роли Кабинета министров в управлении экономикой. Расширено положение о внешнеэкономических связях: доверие, равенство и взаимная выгода подчёркнуты в качестве их основополагающих принципов (ст. 36).
Защита Центрального Комитета ТПК, возглавляемого Ким Чен Ыном обозначена задачей вооружённых сил КНДР (ст. 59).

### Изменения 2023 года
Поправки в конституцию были внесены на IX сессии ВНС КНДР XIV созыва 28 апреля 2023 года.
Была подчёркнута необходимость ускорения разработки ядерного оружия (ст. 58).
Защита Центрального Комитета ТПК, возглавляемого Ким Чен Ыном, как задача вооружённых сил КНДР, была убрана из Конституции.
Убрана ст. 82 редакции 2019 года, согласно которой «граждане обязаны строго соблюдать законы государства и социалистические нормы жизни, защищать свою честь и достоинство как граждан Корейской Народно-Демократической Республики».
Президиум Верховного Народного Собрания стал Постоянным Комитетом Верховного Народного Собрания.
Основные изменения были связаны с преобразованием Президиума Верховного Народного Собрания в Постоянный Совет Верховного Народного Собрания, соответственно и должности, связанные с Президиумом ВНС, стали должностями, связанными с Постоянным Советом (гл. 6, раздел 4).

## Структура конституции
- Преамбула
- Глава 1. Политика
- Глава 2. Экономика
- Глава 3. Культура
- Глава 4. Оборона страны
- Глава 5. Основные права и обязанности граждан
- Глава 6. Государственные органы
  - Раздел 1. Верховное Народное Собрание
  - Раздел 2. Председатель Государственного Совета КНДР
  - Раздел 3. Государственный Совет
  - Раздел 4. Постоянный Совет Верховного Народного Собрания
  - Раздел 5. Кабинет Министров
  - Раздел 6. Местные Народные собрания
  - Раздел 7. Местные Народные комитеты
  - Раздел 8. Прокуратура и суд
- Глава 7. Герб, флаг, гимн и столица